# Badende vrouw (Rembrandt)
Badende vrouw, ook wel Vrouw badend in een rivier getiteld, is een schilderij van de Hollandse kunstschilder Rembrandt van Rijn uit 1654, 61,8 x 47 centimeter groot. Het toont een jonge vrouw, waarschijnlijk Hendrickje Stoffels, die het koude water van een rivier betreedt. Sinds 1831 bevindt het schilderij zich in de collectie van de National Gallery te Londen.

## Afbeelding
Rembrandt schilderde Vrouw badend in een rivier in het jaar waarin openbaar werd dat hij een relatie had met zijn huishoudster Hendrickje Stoffels, die zeven jaar eerder bij hem in dienst kwam. Aangenomen wordt dat Hendrickje ook model stond voor het hier besproken schilderij, mede op grond van de warmte en intimiteit die het werk uitstraalt. Er is niets geposeerds aan het werk, het lijkt een ongedwongen moment uit de alledaagse werkelijkheid. De aandacht van de jonge vrouw is volledig gericht op de sensatie van het koude water. Ze voelt zich onbespied en kijkt niet naar de toeschouwer. Ondanks dat de vrouw zo in zichzelf gekeerd lijkt slaagt Rembrandt erin afstandelijkheid te vermijden en een gevoel van nabijheid te creëren, een van de aspecten waaruit zijn meesterschap blijkt.

## Stijl
Typerend voor Rembrandt is zijn gebruik van clair-obscur in dit werk, in de geest van Caravaggio. De belichting is uitermate theatraal. Het model wordt centraal belicht, vanaf linksboven. Haar gekreukelde linnen hemd contrasteert met de gladde huid. Door een beperkt kleurenpalet te gebruiken tegen een donkerbruine achtergrond lijkt het alsof de vrouw vanuit het donker in het licht treedt. Het afgelegde gewaad op de oever is nog maar net zichtbaar, doordat Rembrandt ook de roodtinten op laat gaat in de algehele grondtoon.
Bijzonder aan Vrouw badend in een rivier is de spontane, schetserige, bijna impressionistische wijze waarop het is geschilderd. De penseelstreken zijn duidelijk zichtbaar en lijken bijzonder snel op het paneel aangebracht. Met name in het hemd zijn de bewegingen van het natte penseel in de natte verf nog bijna herkenbaar. Sommige gedeeltes, zoals de rechterarm en de linkerschouder, zijn duidelijk onaf. De warme geelachtige grondlaag is op sommige plaatsen nog gewoon zichtbaar, onder meer bij de zoom van het omhoog getilde hemd, en suggereert een zekere schaduwwerking. Een mauve schijn wordt gecreëerd door toevoeging van roodaccenten. Rembrandt brengt diverse gradaties van wit aan en plaatst de onderscheiden kleuren gewoon naast elkaar. In de donkerste schaduwpartijen gebruikt hij onvermengd zwart.

## Bijbels thema of persoonlijk portret
Geopperd is wel dat het hier een studie voor een ander werk kan betreffen, mogelijk een Bijbels tafereel, zoals Rembrandt die veelvuldig schilderde, meestal in opdracht. Mede op grond van het karmozijnrode, met goud bezette gewaad op de oever, is door sommige kunsthistorici wel beweerd dat het om Batseba of Susanna zou kunnen gaan, allebei vrouwen die bespied werden. Voor deze hypothese bestaan echter onvoldoende overtuigende aanwijzingen. Ook kunnen er vraagtekens worden gezet bij de veronderstelling dat het hier een voorstudie betreft, aangezien Rembrandt verder nooit studies in olieverf maakte. Mogelijk is het gewoon een liefdevol schilderij van Hendrickje dat hij tussendoor maakte, niet in opdracht, maar puur voor zijn eigen genoegen. Kunsthistorica Erika Langmuir suggereert daarbij dat Rembrandt de mantel er later doelbewust bijgeschilderd kan hebben om niet de indruk te wekken dat hij hier "enkel een persoonlijk en tot de zinnen sprekend portret van zijn geliefde heeft willen maken".